# پالاتزو پینیانو
پالاتزو پینیانو (به ایتالیایی: Palazzo Pignano) یک کومونه در ایتالیا است که در استان کریمونا واقع شده‌است. پالاتزو پینیانو ۸٫۹ کیلومتر مربع مساحت و ۳٬۹۱۶ نفر جمعیت دارد و ۸۲ متر بالاتر از سطح دریا واقع شده‌است.